# Il romanzo di Lillian Russell
Il romanzo di Lillian Russell (Lillian Russell) è un film del 1940 diretto da Irving Cummings. Candidato all'oscar per le migliori scenografie.

## Trama
Biografia, edulcorata, di Lillian Russell, cantante di varietà che rimasta vedova (nella realtà il matrimonio fu annullato), si risposa per la seconda volta (la quarta in verità) con il suo primo amore di ragazza, ora affermato giornalista.